# 徐丰
徐丰（？—），男，中华人民共和国政治人物，曾任中国共产主义青年团中央委员会书记处书记。